# Turisme a Luxemburg

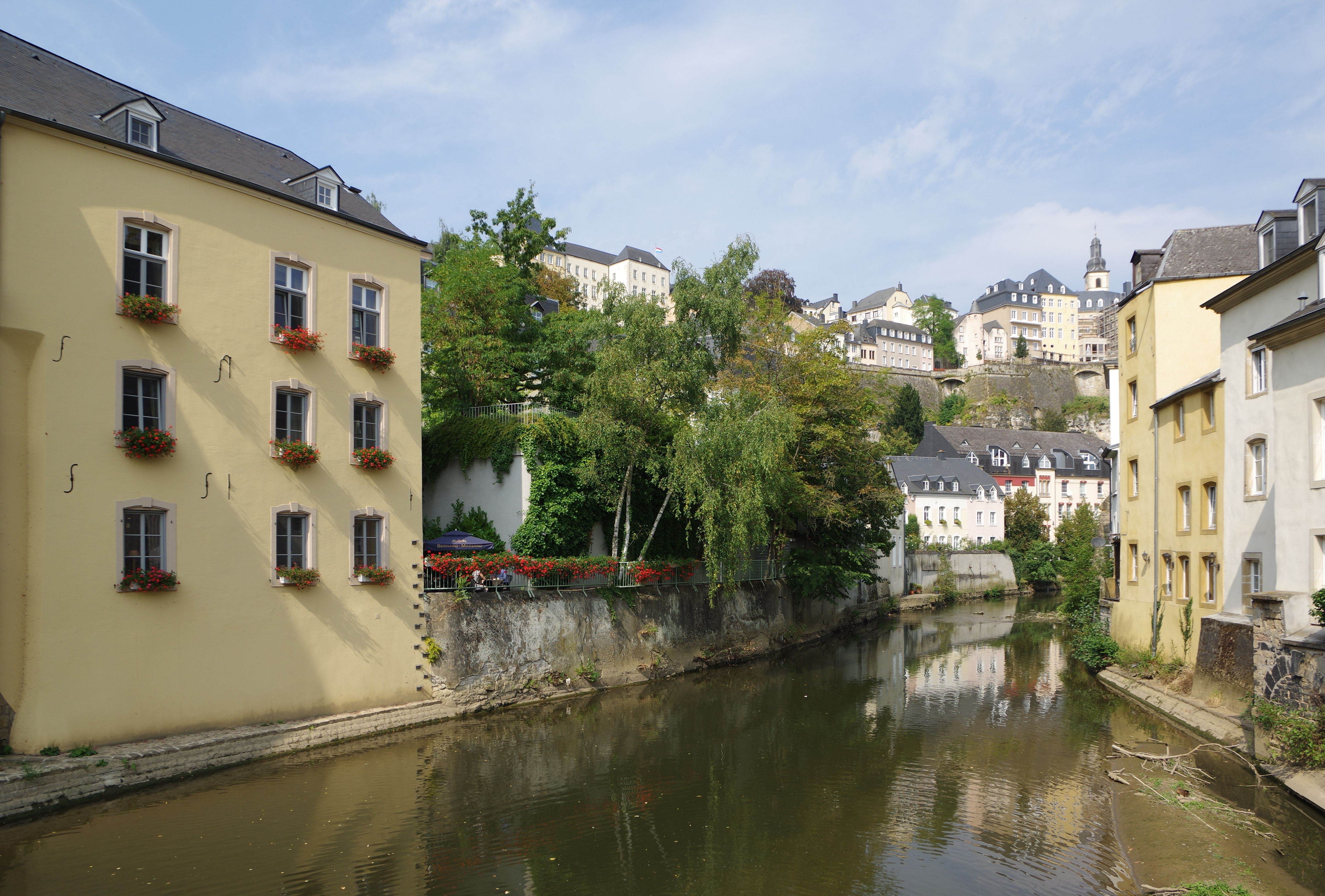
Ciutat de Luxemburg

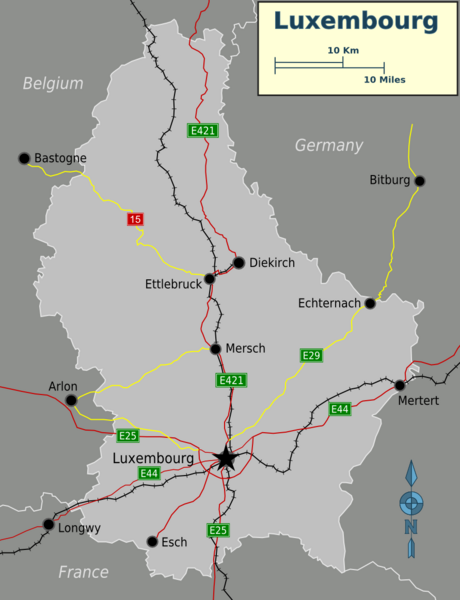
Luxemburg: connexions principals per carretera i ferrocarril.

El Turisme a Luxemburg és un component important de l'economia nacional, que representava prop del 8,3% del PIB el 2009 i dona ocupació a unes 25.000 persones o l'11,7% de la població activa. Malgrat la recessió global 2008-2012, el Gran Ducat encara dona la benvinguda a més de 900.000 visitants a l'any que gasten una mitjana de 2,5 nits en hotels, hostals o en llocs per acampar. Els viatges de negocis estan augmentant el que representa el 44% de les pernoctacions al país i el 60% en la capital, un 11% i un 25% entre 2009 i 2010. Publicat pel Fòrum econòmic mundial al març de 2011, el Travel and Tourism Competitiveness Index posa a Luxemburg en el lloc 15 a nivell mundial, enfront del lloc 23 de 2009.
Els principals destins són els històrics com la Ciutat de Luxemburg, el castell medieval de Vianden, Echternach amb la seva abadia i els districtes del vi de la vall del Mosel·la. El Mullerthal amb els seus penya-segats rocosos a l'est junt al muntanyós Oesling, a les Ardenes al nord també són els favorits per a amants de l'aire lliure.
Luxemburg té bones connexions per carretera i ferrocarril i aire amb la resta d'Europa, pel que és un destí cada vegada més popular per a les reunions internacionals, així com per a estades de cap de setmana llargues. Més de la meitat dels visitants a Luxemburg procedeixen dels Països Baixos, Bèlgica i Alemanya amb un nombre important de França, Regne Unit i els Estats Units. Acampar és popular a Luxemburg, en particular entre els holandesos, que ocupen els campaments durant molt més temps que d'altres nacionalitats, especialment a les Ardenes i el Mullerthal.

## Grand Ducat
Envoltat per Bèlgica, França i Alemanya, Luxemburg té una població de més de mig milió de persones en una àrea de 2.586 quilòmetres quadrats. Una democràcia representativa i la monarquia constitucional governada per un gran duc, constitueix l'única resta del món on es troba un Gran Ducat. El país té una economia altament desenvolupada, amb el més alt PIB per capita del món. La seva importància estratègica es remunta a una època romana i el recompte de llocs de fortalesa-castells francs a l'alta edat mitjana. La ciutat de Luxemburg, és la ciutat més gran, i seu de diverses institucions i organismes de la Unió Europea a més a més d'un important centre financer.
La cultura de Luxemburg és una barreja de llengües romàniques i germàniques, recull costums de cada una de les tradicions distintes dels països dels seus voltants. Mentre que els luxemburguesos són fluids en les seves tres llengües oficials, alemany, francès i luxemburguès, la majoria també tenen un bon coneixement d'anglès.

### Transports

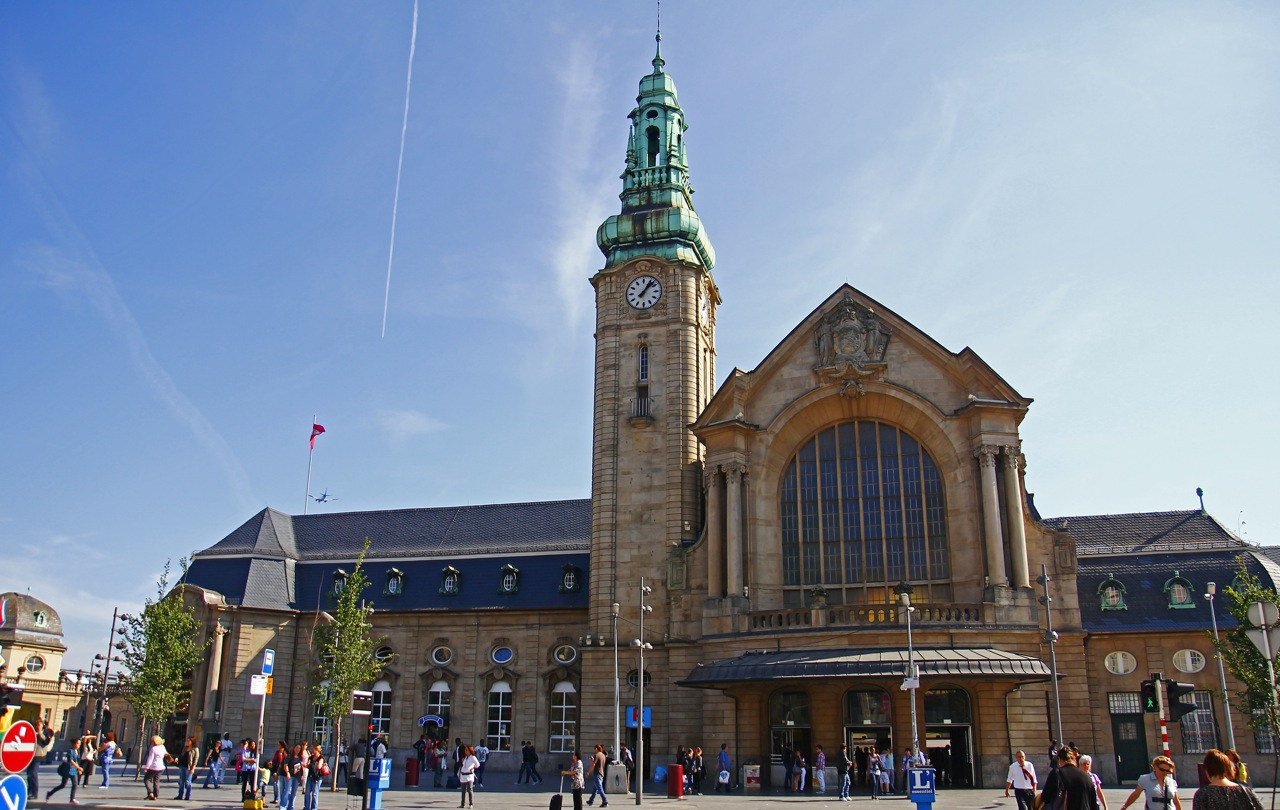
Estació de trens de Luxemburg

La xarxa de carreteres de Luxemburg s'ha modernitzat considerablement en els últims anys amb la creació de les autopistes a Bèlgica, França i Alemanya. L'arribada de l'alta velocitat TGV amb enllaç a París ha donat lloc a la renovació de l'estació de trens de la ciutat, mentre que la nova terminal de passatgers de l'aeroport de Luxemburg conduïa més d'1,6 milions de passatgers el 2010, un augment del 5,1%.
Hi ha connexions aèries freqüents amb moltes ciutats europees, incloent Amsterdam, Berlín, Copenhaguen, Frankfurt, Ginebra, Londres, Madrid, París i Roma. París també es pot arribar gairebé res més de dues hores en tren i a prop de tres hores i mitja per carretera. Brussel·les es troba a unes dues hores de distància per carretera, una mica més per ferrocarril.

### Allotjament
El 2009, Luxemburg tenia 261 hotels, hostals i albergs amb capacitat per a 14.709 persones. L'àrea central que inclou la ciutat de Luxemburg tenia una capacitat per a 8.057 persones (55%), seguida per la regió de les Ardenes amb una capacitat de 2.757 (18%). El nombre total de pernoctacions en hotels, hostals i albergers era d'1.264.448, un 8% menys que el 2007. El nombre de pernoctacions de càmping va ser de 739.208, un 8,4%.

### Celebracions nacionals

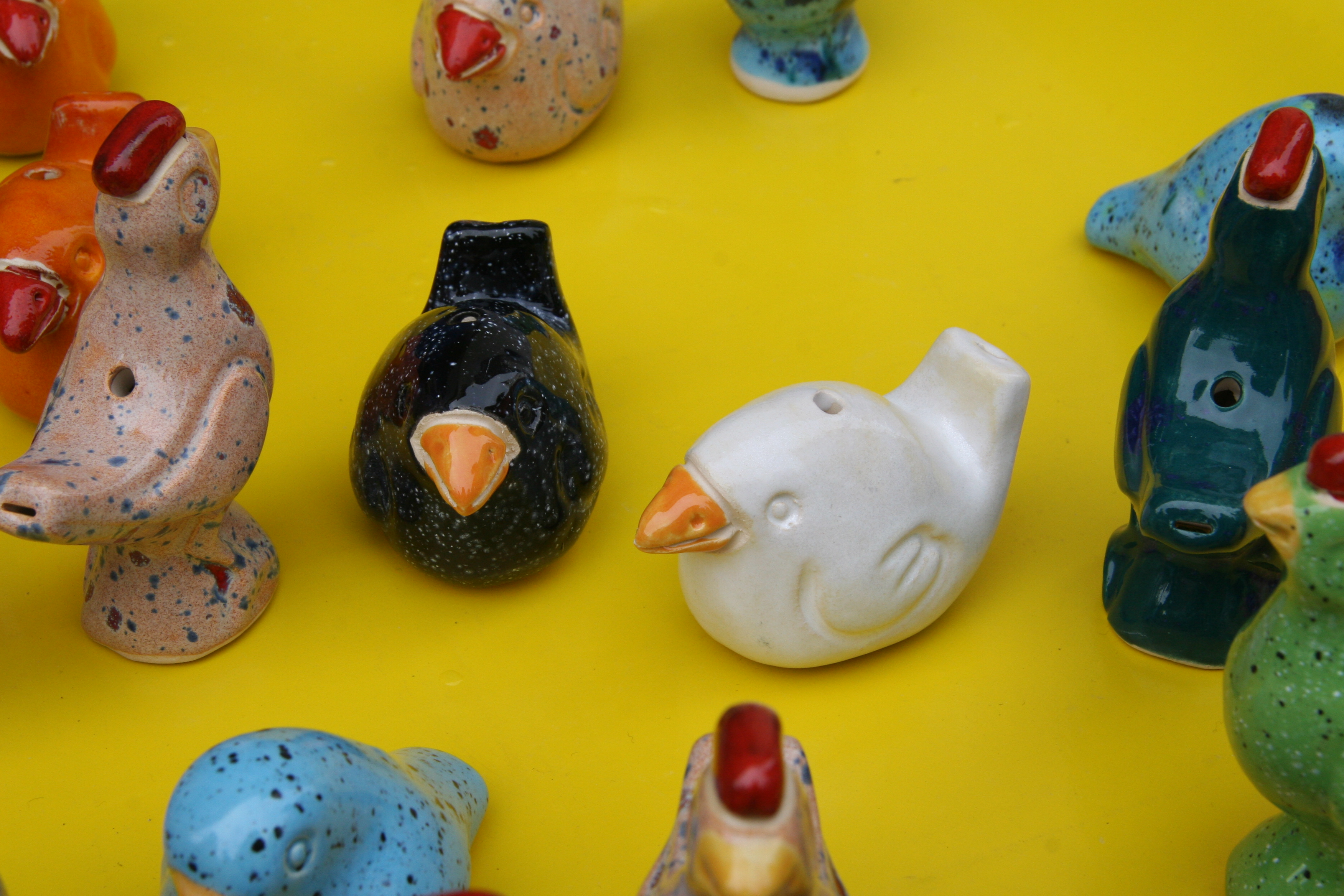
Nospelt: xiulets péckvillchen.

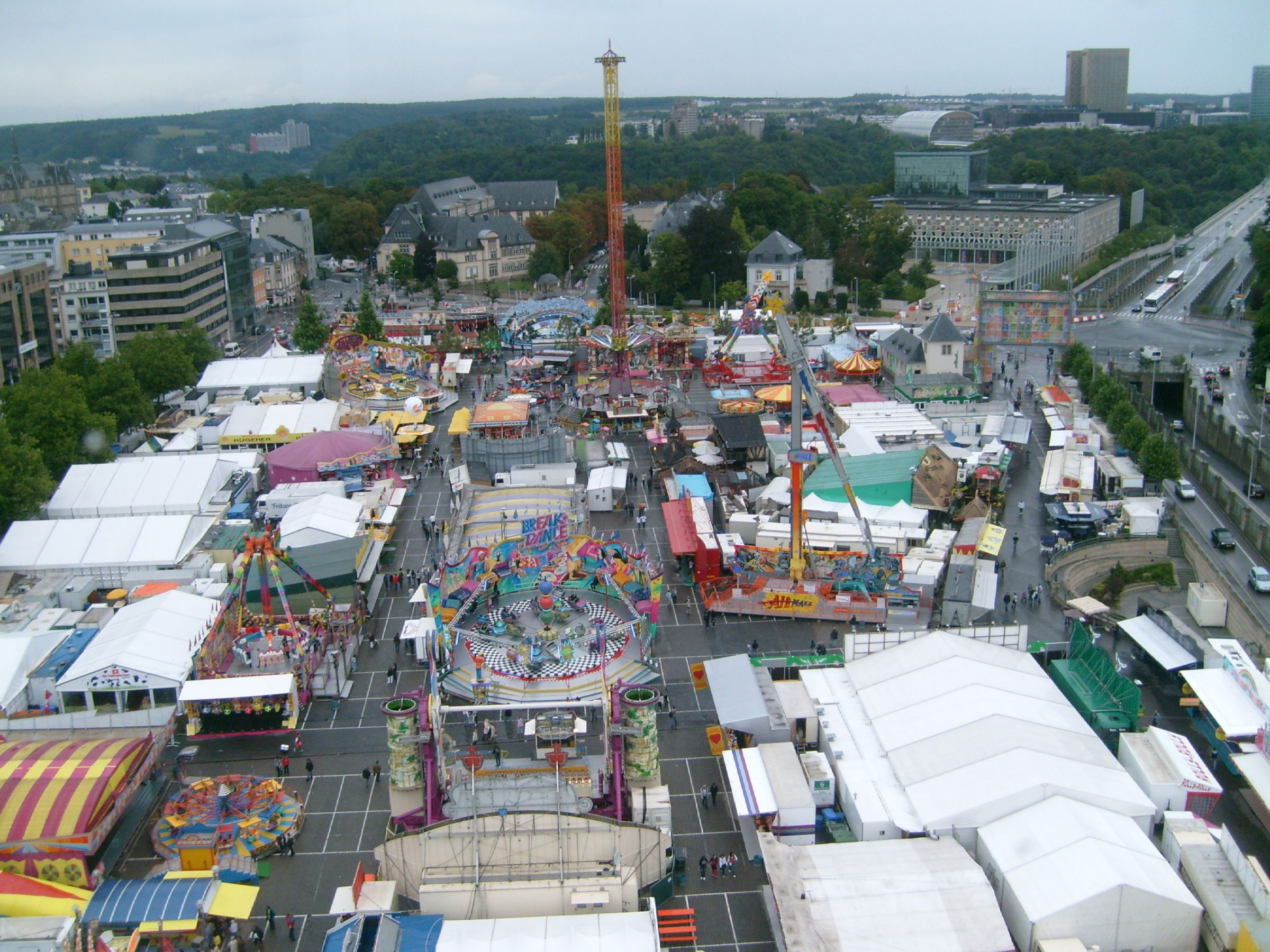
Schueberfouer el 2008.

Luxemburg té una sèrie de celebracions pròpies, algunes de les quals daten de segles. Entre les més populars estan:
- Buergbrennen: se celebra diumenge després de dimarts de carnestoltes, grans fogueres resplendeixen en tot el país per celebrar la fi de l'hivern.
- Emaischen: se celebra cada dilluns de Pasqua en el llogaret de Nospelt i al mercat del peix de la ciutat de Luxemburg, la peça central de la fira de la ceràmica és el péckvillchen, un xiulet de terrissa en forma d'ocell.
- Festivitats d'Octave: la principal festa religiosa de l'any, l'octave se celebra a la segona quinzena d'abril per un període de dues setmanes, quan els pelegrins arriben a la catedral; un mercat a la Place Guilleume s'ofereix menjar, beguda i records religiosos.
- Processió dansant d'Echternach: celebrada dimarts per Pentecosta en memòria de Sant Willibrord, centenars de persones ballen d'esquerra a dreta a través de la ciutat, units per mocadors blancs.
- Festa nacional: se celebra a tot el país el 23 de juny en honor del gran duc, les festivitats comencen a la tarda del dia 22 amb un castell de focs artificials en el centre de la ciutat de Luxemburg.
- Schueberfouer: l'extensa fira anual de diversió a la ciutat de Luxemburg, té lloc a la plaça Glacis del barri de Limpertsberg, comença al voltant de 23 d'agost i es manté durant unes tres setmanes.
- Festes del vi: acostumen a celebrar-se a l'octubre en els pobles del vi al llarg del Mosel·la com una celebració d'acció de gràcies per la collita del raï].
- Sant Nicolau (Kleeschen): el sant patró dels nens, amb el seu criat negre, arriba a cada poble acompanyat per una banda de música, d'acord amb els seus pares, per distribuir regals als nens.

### Aliments i begudes

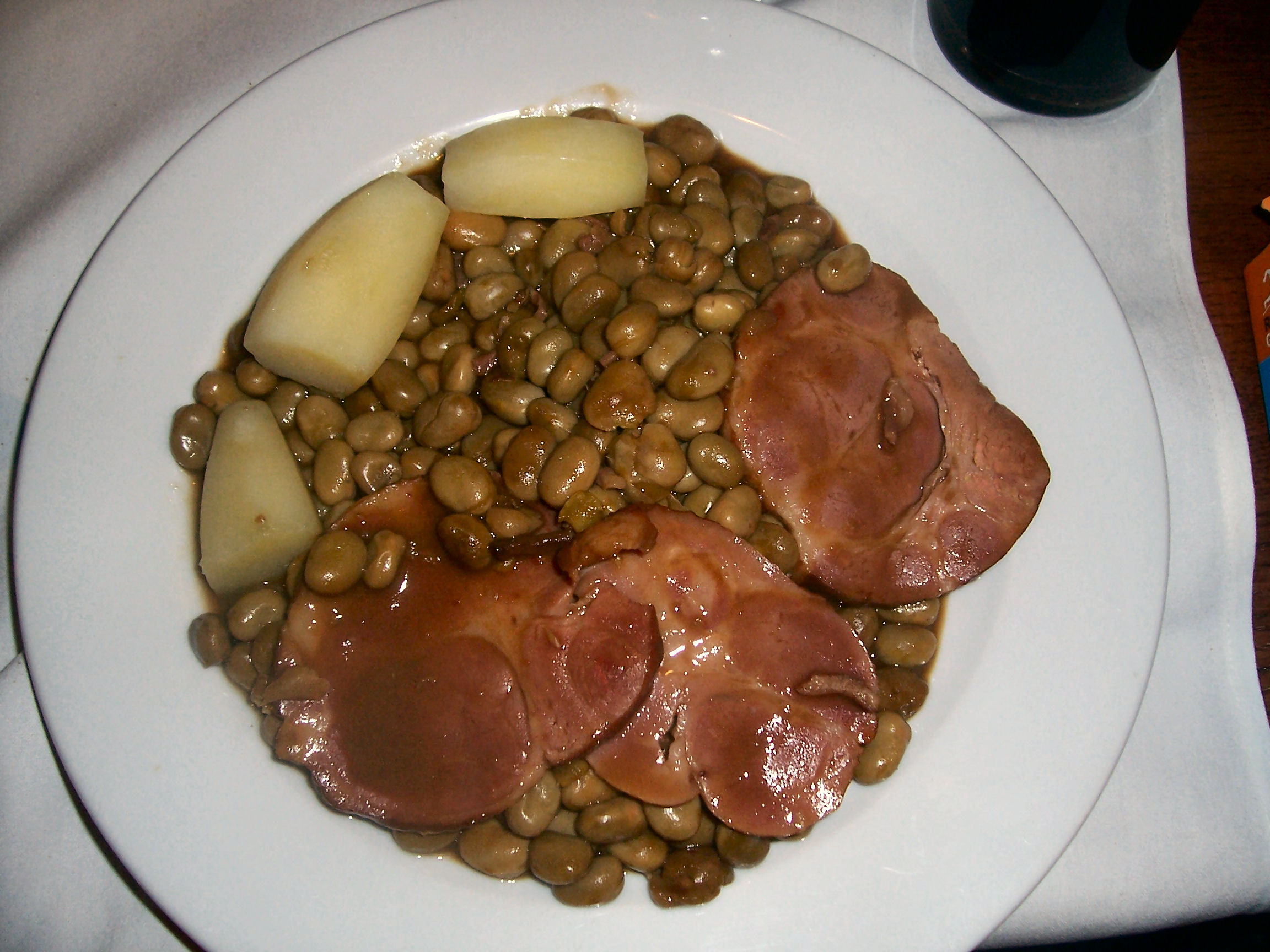
Judd mat Gaardebounen

La cuina de Luxemburg combina la qualitat dels plats francesos amb quantitat d'influències d'Alemanya i Bèlgica. Però també hi ha alguns plats nacionals favorits com la Bouneschlupp, una sopa amb mongetes tendres, el Judd mat Gaardebounen, coll de porc amb faves i el Fritür, petits peixos fregits del Mosel·la. Els vins blancs secs procedents de la vall del Mosel·la són el riesling, el pinot gris, el pinot blanc i l'auxerrois blanc, així com d'altres de menys sofisticats com ara el rivaner o l'elbling. També és popular el Crémant de Luxembourg, un vi escumós produït d'acord amb el mètode tradicional per al xampany francès.

## Ciutat de Luxemburg

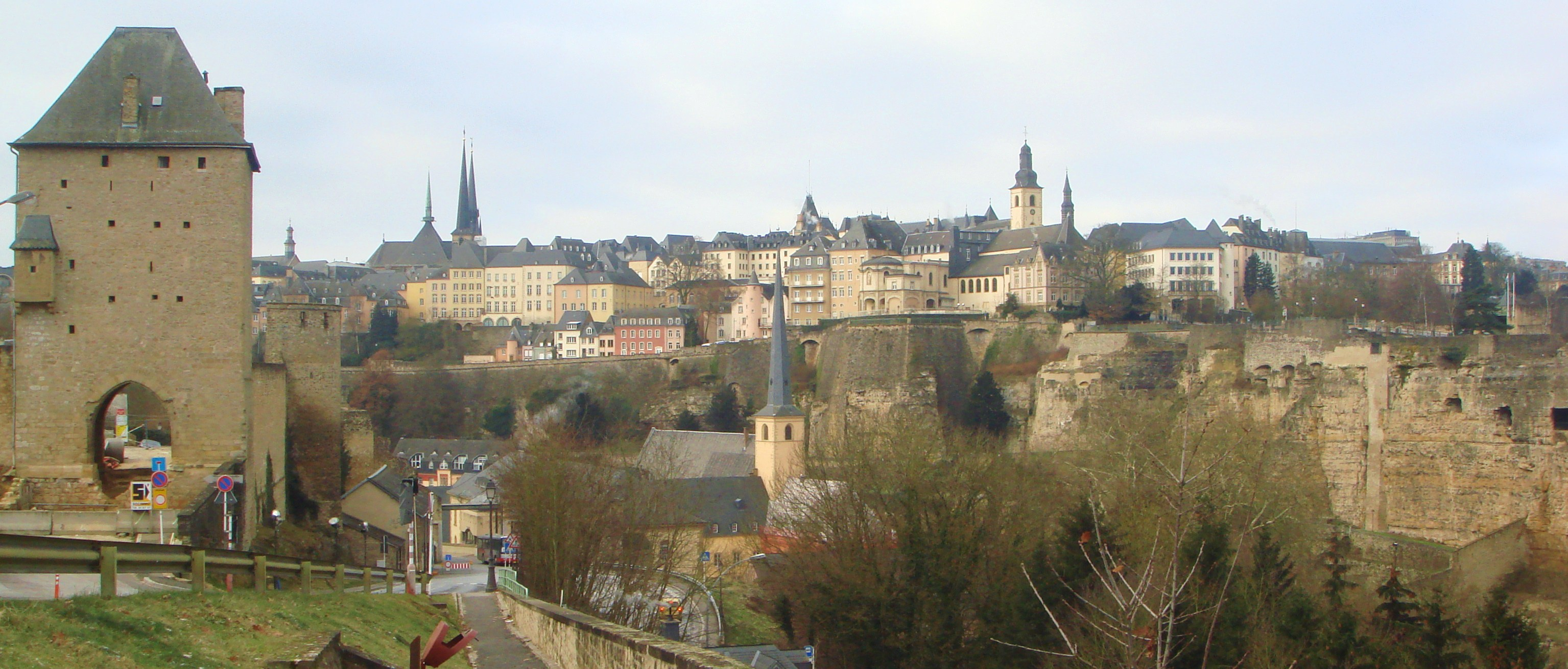
La ciutat històrica

La ciutat de Luxemburg és no solament un lloc històric de la UNESCO, amb les seves fortificacions que cobreixen la vall escarpada, sinó també un important centre europeu i financer amb imponents edificis moderns.
Al setembre de 2011, l'Oficina de Turisme de la Ciutat de Luxemburg va informar que després d'alguns anys de davallada, la ciutat va rebre 403.085 turistes entre gener i agost de 2011, un augment del 6.38 respecte de l'any 2010. Les casamates van ser l'atracció més popular amb un total de 87.083 visitants, la majoria dels quals van visitar el Bock.

### El barri vell

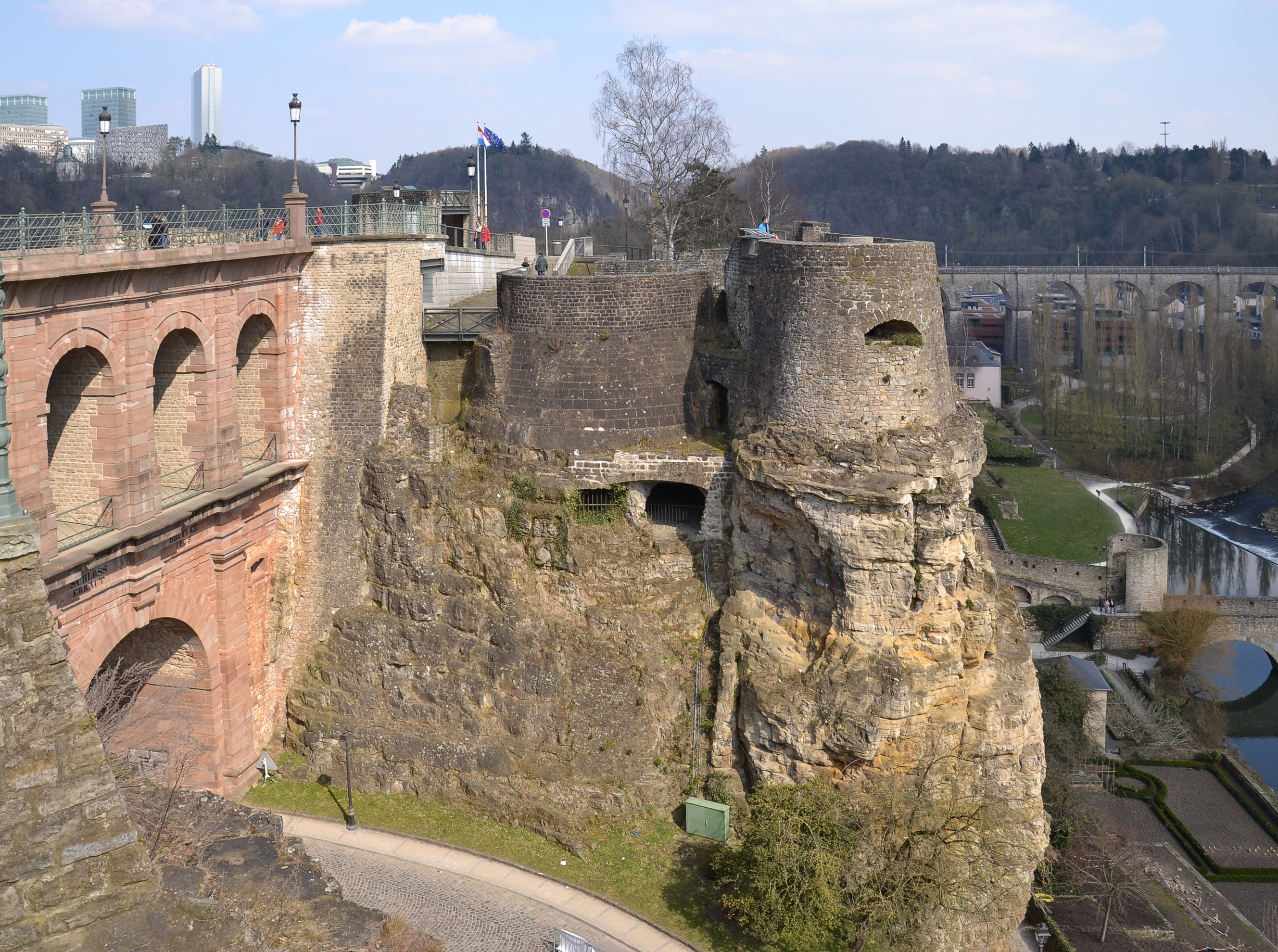
Fortificacions del Bock

A poca distància el l'un de l'altre, els llocs d'interès a la ciutat vella inclouen les fortificacions i les defenses subterrànies conegudes com les casamates, el Palau Gran Ducal, la neogòtica catedral Santa Maria de Luxemburg, la Plaça de Guillem II amb l'Ajuntament, la Plaça d'Armes amb els seus restaurants i cafeteries, el Gëlle Fra l'obelisc en memòria dels que van morir pel seu país durant la Primera Guerra Mundial, i el proper Pont Adolphe que s'eleva sobre la vall.
També hi ha dos museus particularment interessants al barri vell. El Museu d'Història de la Ciutat de Luxemburg traça la història de la ciutat des dels seus fonaments -als pisos inferiors- fins a l'actualitat -a la part superior-, mentre que el Museu Nacional d'Història i d'Art de Luxemburg exhibeix troballes cèltiques i romanes com el mosaic Vichten, ben conservat que representa les muses romanes.

### Grund

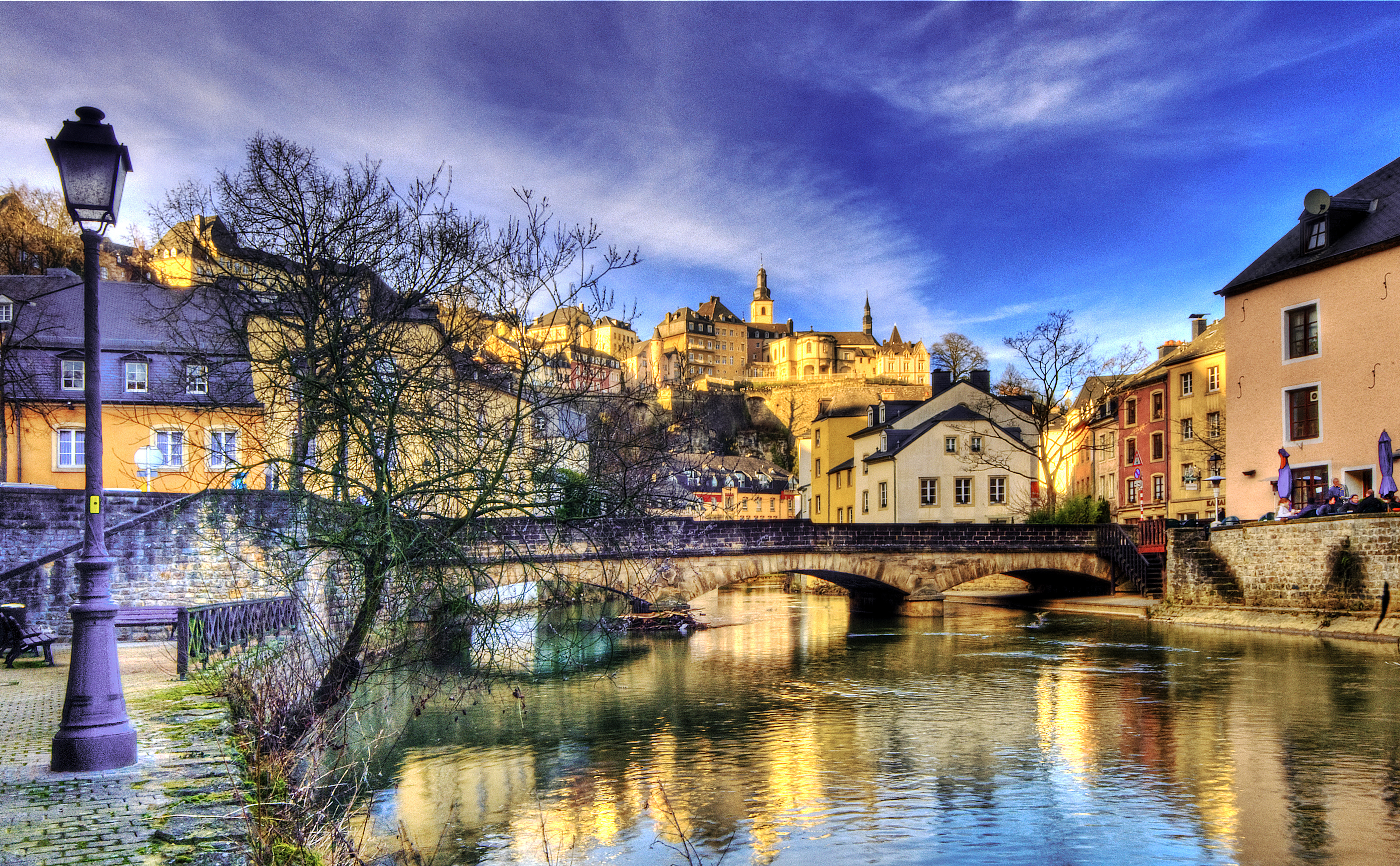
Vista panoràmica

La zona, coneguda com el Grund, està situada als peus de la Ville Haute i al seu sud-est, el Pétrusse desemboca en l'Alzette, un afluent del Sauer.
També té punts d'interès com l'Abadia de Neumünster restaurada en centre cultural i el Museu Nacional d'Història Natural. Havia estat un barri pobre de la ciutat, que des de la seva renovació el 1980, s'ha convertit cada vegada més popular per la seva vida nocturna als estrets carrers medievals i pels seus restaurants gastronòmics.

### Kirchberg
L'altiplà del barri de Kirchberg, abasta la zona compresa entre la ciutat i l'aeroport i va començar a desenvolupar-se a la dècada de 1970 amb els edificis d'oficines per a les institucions europees. Amb els anys, s'ha convertit en el focus dels interessos financers de Luxemburg amb una impressionant varietat de bancs i centres comercials. També hi ha hagut desenvolupament cultural, com l'impressionant Museu d'Art Modern Gran Duc Joan i la Filharmònica de Luxemburg, així com instal·lacions esportives i d'oci.

## Vianden

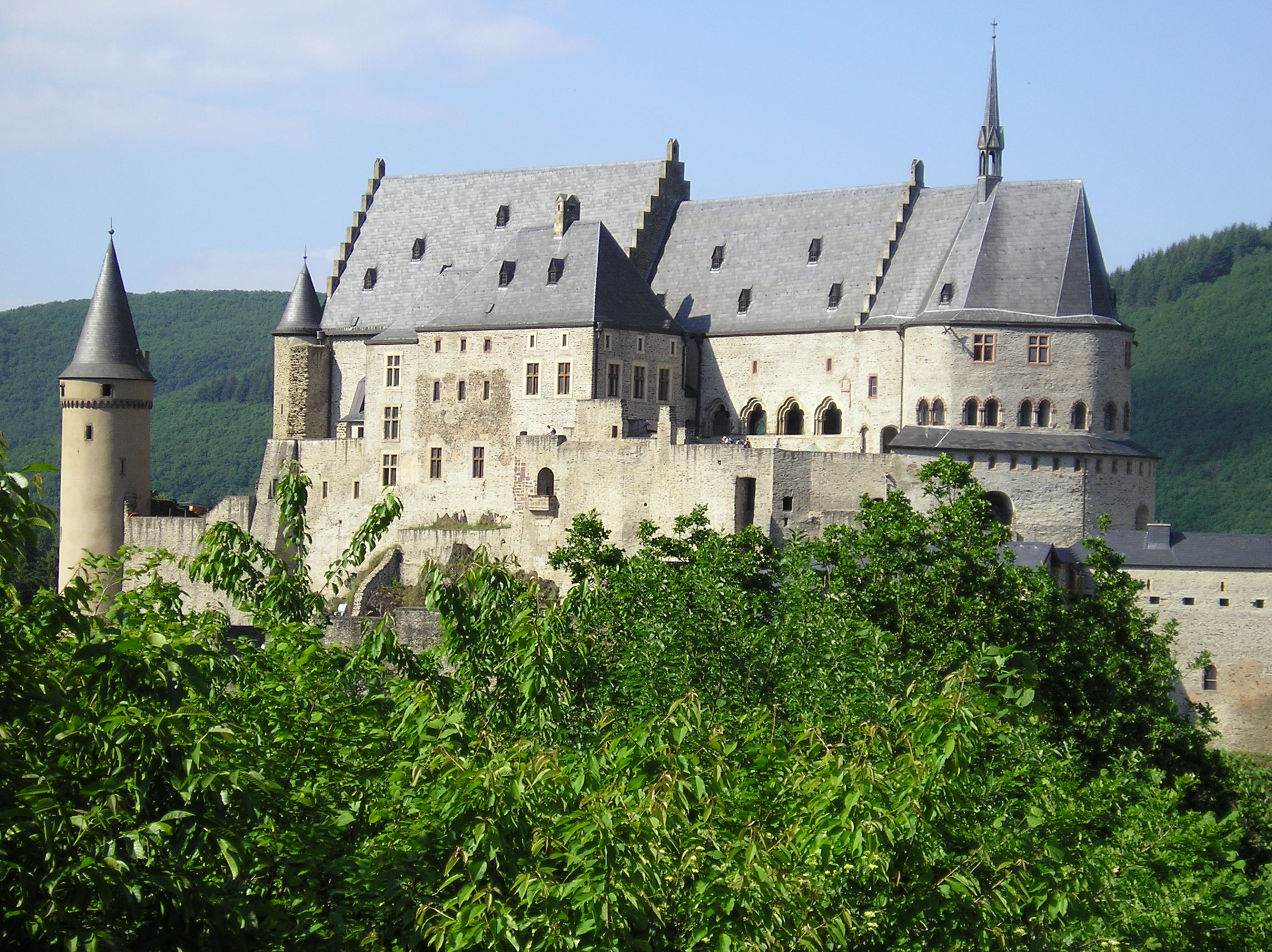
Castell de Vianden

Situat a prop de la frontera alemanya, al nord-est de Luxemburg, Vianden és un petit poble muntanyós a un entorn pintoresc junt el riu Our. Els visitants són atrets a més a més pel castell medieval restaurat per damunt del riu, sinó també per l'ambient del vell món que impregna la ciutat.
El castell de Vianden va ser construït entre els segles XI i XIV i es va convertir en la seu dels comtes de Vianden. Va ser desenvolupat fins al segle xviii, però amb la sortida dels comtes de Luxemburg als Països Baixos, i junt amb els efectes dels incendis i terratrèmols, es va deteriorar lentament. El cop final va arribar el 1820 quan Guillem I dels Països Baixos ho va vendre a un comerciant local que alhora va vendre el seu contingut i maçoneria, reduint-ho a una ruïna. No va ser sinó fins al 1977, quan el Gran Duc Joan I de Luxemburg va cedir el castell a l'Estat i va ser possible emprendre treballs de restauració a gran escala.
Vianden també té una telecadira a un restaurant molt per damunt del castell, que ofereix àmplies vistes de la ciutat i els seus voltants muntanyosos. El museu de Victor Hugo a la vora del pont sobre el riu Our presenta una sèrie de cartes i dibuixos originals de l'autor a la casa on acostumava a allotjar-se.

## Echternach

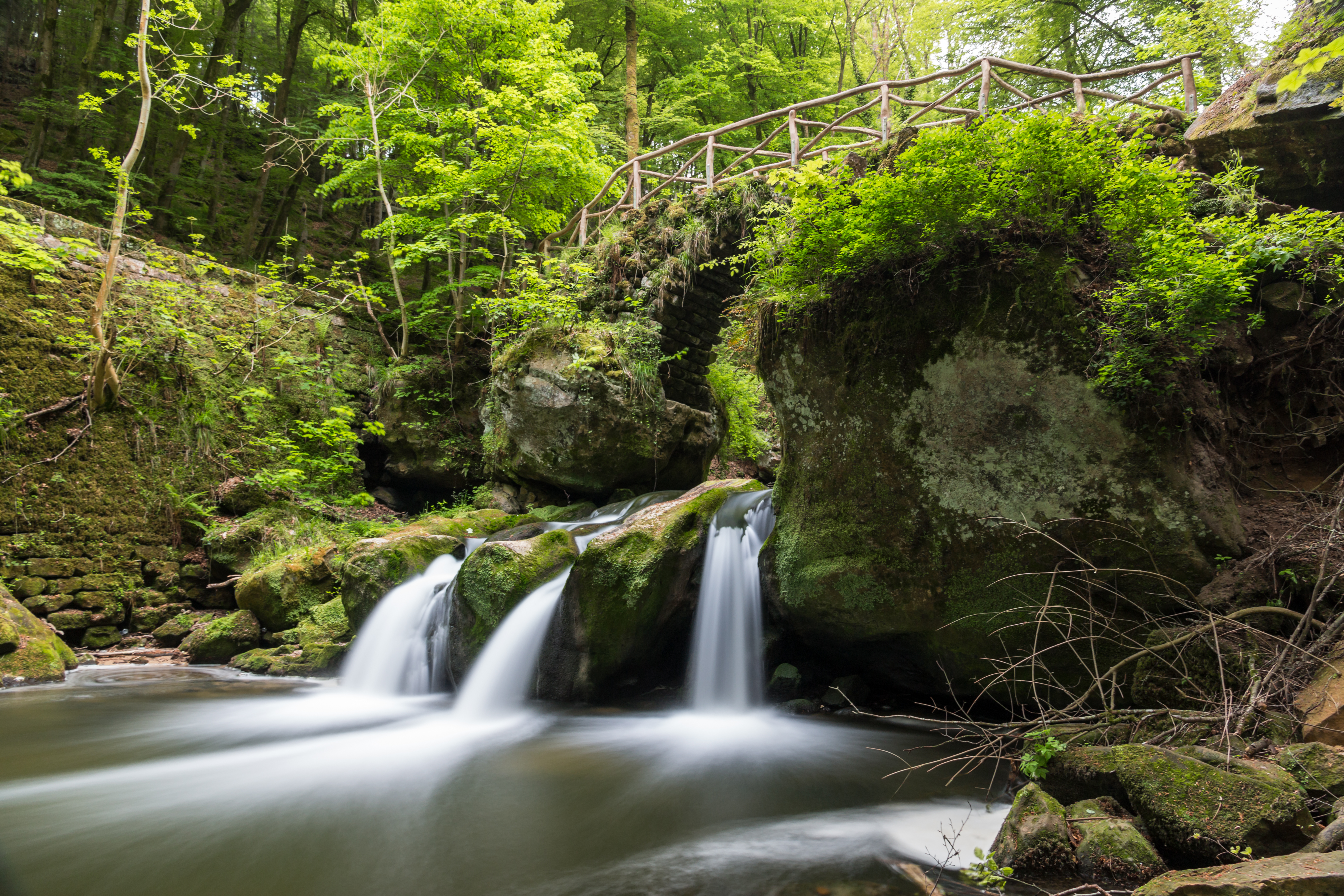
Petita Suïssa luxemburguesa

Amb una població d'uns 4.000 habitants, Echternach, a prop de la frontera amb Alemanya és la ciutat més antiga de Luxemburg. Va ser fundada el 698 per sant Willibrord, un monjo anglès que va ser l'abat del monestir fins a la seva mort en 739. En honor seu, durant els últims 500 anys es realitza la processió ball cada dimarts per Pentecosta, que atreu pelegrins de prop i de lluny. La basílica romànica amb torres simètriques encara allotja la seva tomba a la cripta. La població va créixer al voltant dels murs de l'abadia i se li va concedir la carta de ciutat el 1236. L'abadia va ser reconstruïda en arquitectura barroca el 1737. Echternach és també el lloc d'una gran vil·la romana que va ser descoberta el 1975 i està oberta als visitants.
El pintoresc poble, encara es troba envoltat per les seves muralles medievals, acull un Festival Internacional de Música al maig i juny anualment. És un punt de partida ideal per a passeigs per la petita Suïssa luxemburguesa o per a viatges en bicicleta al llarg del riu Sauer. La ciutat també té un interessant Museu de Prehistòria.

### La vall del Mosel·la

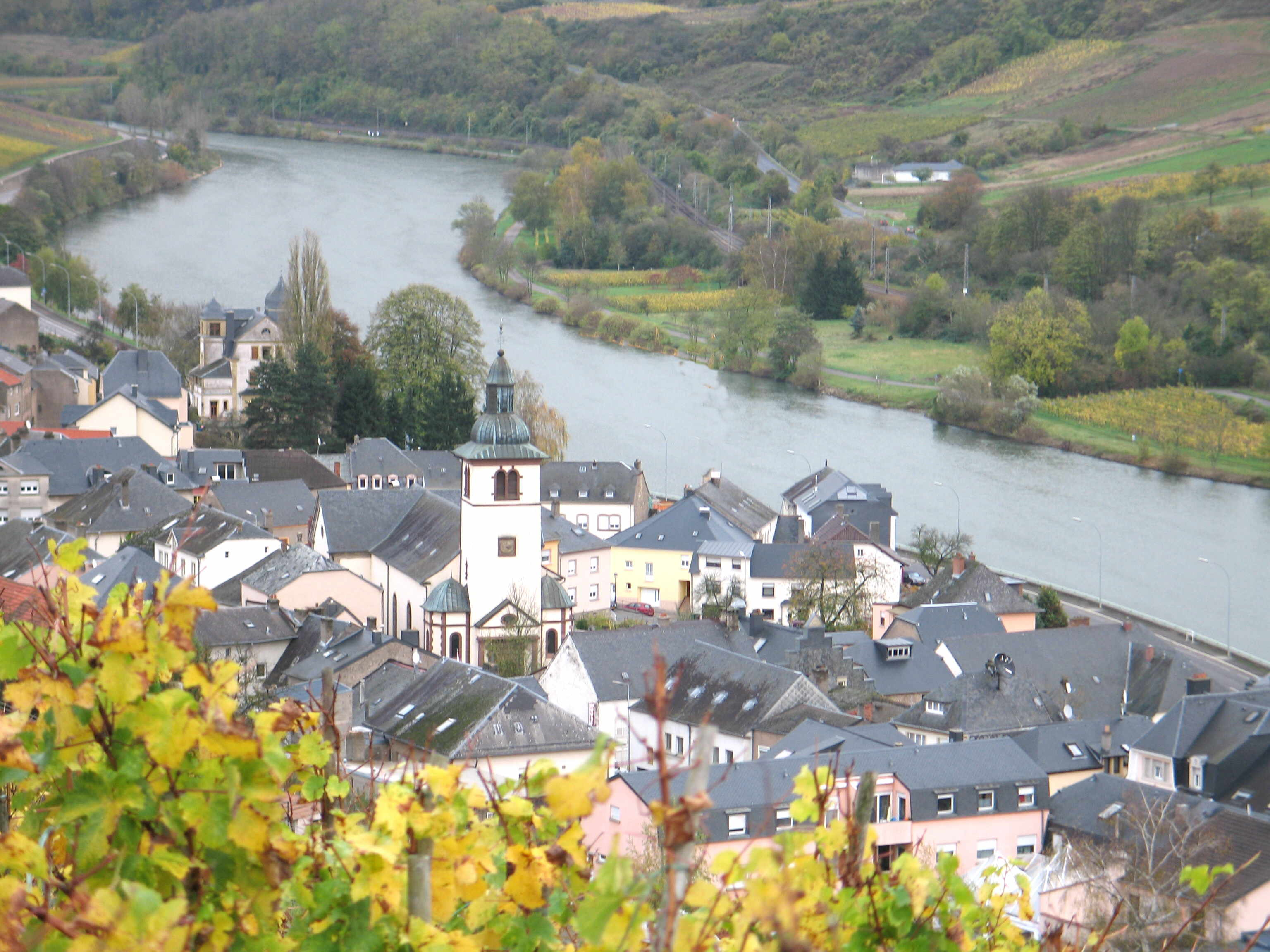
Wormeldange junt al Mosel·la.

Entre 42 km del sud de Schengen i al nord de Wasserbillig, els pujols arrodonits de la vall del Mosel·la estan plens de vinyes. El riu passa per una sèrie de pintorescs poblats riberencs i pobles amb carrers estrets, cooperatives i festivals anuals de vi. De sud a nord, el riu flueix més enllà de Schengen, famós per els acords de Schengen de la Unió Europea per facilitar els viatges transfronterers, Remerschen, Schwebsange, Bech-Kleinmacher, Wellenstein i Remich que ha estat atraient entusiastes del vi des de l'època romana i encara és un lloc molt sol·licitat per turistes amb passeigs, jardins, excursions fluvials i cellers. Després de Stadtbredimus al front del riu i Greiveldange als pujols, el Mosel·la passa pels pobles d'Ehnen amb el seu Museu del Vi, Wormeldange, Ahn i Machtum on se troba alguns dels millors restaurants de Luxemburg. Després ve la petita vila de Grevenmacher abans que el Mosel·la es trobi amb el Sauer a la ciutat fronterera de Wasserbillig.

## Altres àrees d'interès

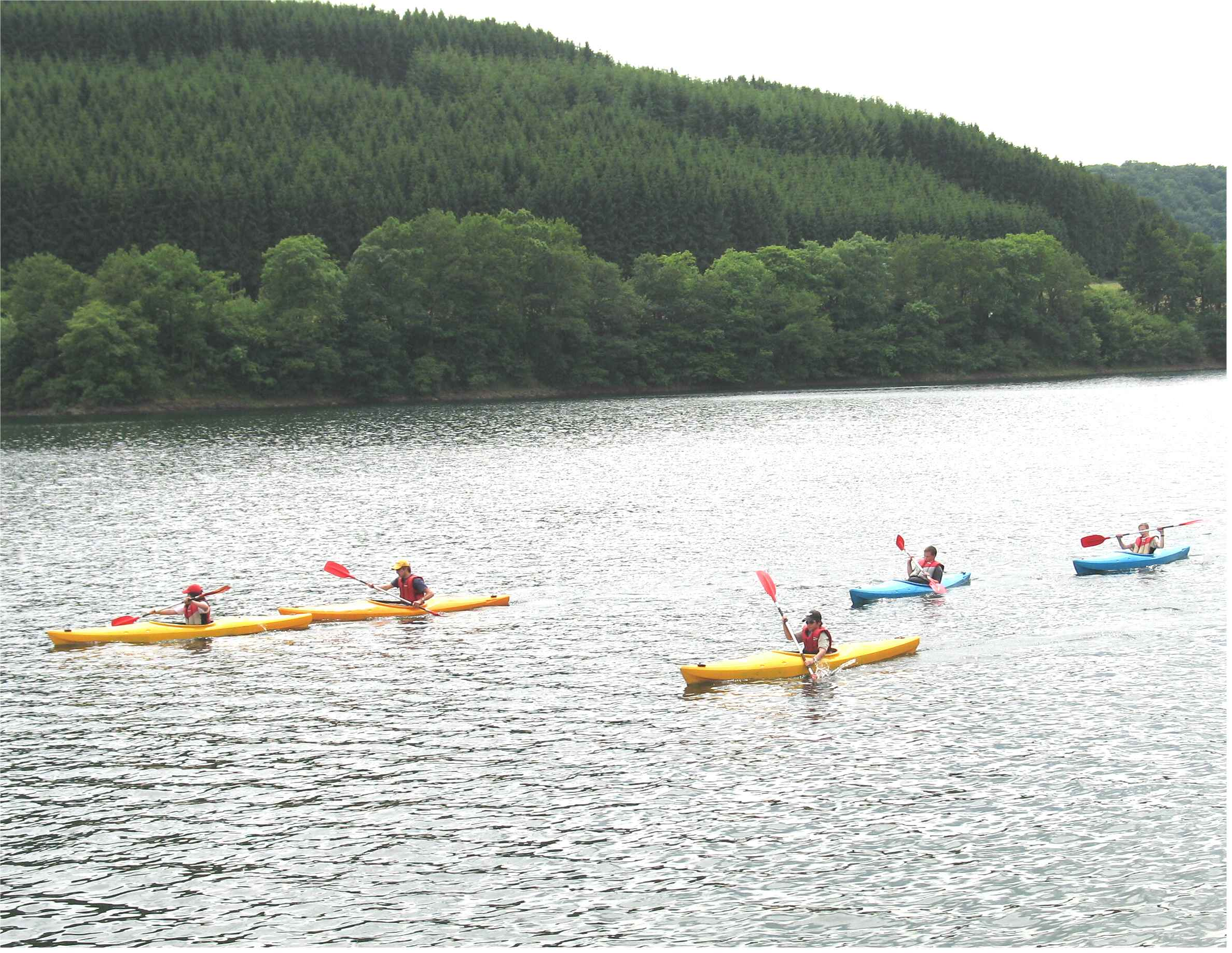
Vista general del Llac de l'Alt Sûre.

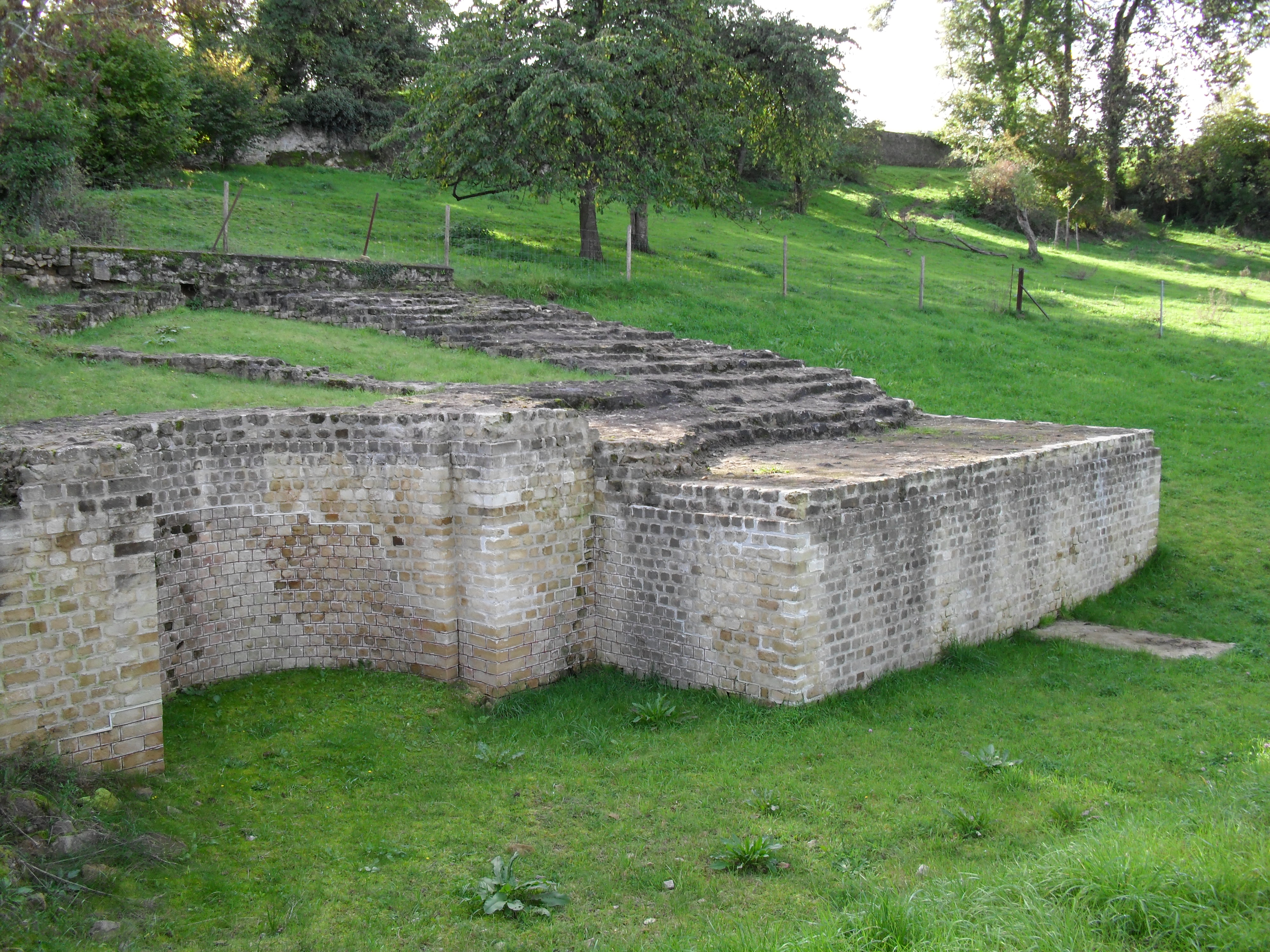
Dalheim Ricciacum

Les Ardenes al nord del país presenten excel·lents oportunitats per a senderistes i ciclistes de muntanya a una zona de pujols boscosos, penyals i valls verdes. Altres llocs d'interès són els castells de Bourscheid, Brandenburg, Clervaux, Esch-sur-Sûre, Vianden o Wiltz així com el Llac de l'Alt Sûre que proporciona oportunitats per nedar i practicar esports aquàtics.
El Mullerthal, just al nord d'Echternach, també ofereix interessants circuits de senderisme i ciclisme a través de curioses formacions rocoses, sovint completada amb coves. El conductor també pot experimentar una sorprenent varietat de paisatge a través de les valls dels rius i fins a les planes sorprenents de plans anteriors. Berdorf i Beaufort són centres turístics populars.
Mondorf-les-Bains, al sud del país no només té una gamma de modernes instal·lacions de spa i gimnàs, sinó que és la llar de l'única instal·lació de jocs d'atzar de Luxemburg, el Casino 2000. No gaire lluny de Mondorf es troba un dels més interessants jaciments romans del Luxemburg, el Dalheim Ricciacum, amb el seu antic teatre romà.

## Informació sobre atraccions
El Bock i les seves casamates, a Ciutat de Luxemburg, estan obertes tots els dies, de 10 a.m.- 5 p.m., entre març i octubre. Protegits com a patrimoni de la UNESCO, aquests passatges subterranis van ser part de les antigues defenses de Luxemburg.
El Museu Nacional d'Història Natural a Diekirch en la part central de Luxemburg ofereix informació sobre la batalla de les Ardenes i episodis relacionats de la Segona Guerra Mundial. El museu està obert tots els dies 10 a.m.- 6 p.m.
Les Thermes, un parc aquàtic cobert / a l'aire lliure a Strassen just a l'oest de la ciutat de Luxemburg, ofereix una piscina olímpica, dues piscines per a nens, banys d'onades, tobogans i sauna.
D'abril a començaments d'octubre, el Parc Merveilleux a prop Bettembourg té una gamma d'atraccions per als nens, incloent passeigs, mini zoològic i representacions de contes de fades.
El vapor històric (Tren 1900) opera entre Pétange i Fond-de-Gras al sud-est de Luxemburg els diumenges a la tarda, entre maig i setembre. De Fond-de-Gras, els viatges en el Minièresbunn ferrocarril de via estreta també són possibles.
El Museu Nacional de Mineria a Rumelange, al sud-est de Luxemburg, està oberta des d'abril fins a setembre de dijous a diumenge de les 2 pm a 6 pm. Durada d'aproximadament una hora i mitja, la visita inclou un viatge de 20 minuts sobre l'antic ferrocarril de profunditat a la mina.
El Jardí de Papallones a Grevenmacher està obert tots els dies d'abril a mitjan octubre.
El Ferrocarril Lankelz a Esch-sur-Alzette, al sud-est de Luxemburg, és un ferrocarril en miniatura en una escala d'un terç de la mida normal. El ferrocarril funciona a les tardes dels diumenges i festius de maig a mitjan octubre.
L'Aquari de Wasserbillig,es troba a Wasserbillig, una petita ciutat al sud-oest de Luxemburg. Obert tots els dies des de Pasqua fins finals de setembre. Hi ha 15 tancs de 300 a 40 000 litres amb els peixos dels cinc continents al seu entorn natural.